# Point-virgule (Simenon)
Pour les articles homonymes, voir Point-virgule (homonymie).
Point-virgule est une œuvre autobiographique de Georges Simenon publiée pour la première fois le 12 octobre 1979 aux Presses de la Cité.
L'œuvre est dictée par Simenon à Glion (clinique) Valmont, du 6 au 22 août 1977.
Elle fait partie de ses Dictées.

## Résumé
Dans Point-virgule, Simenon prend ses distances : il se moque de l'immédiat, du monde, des heurs et des malheurs de notre civilisation ; il fustige l'esprit et les mœurs de notre époque, et cela, en maintenant constamment une attitude sceptique et critique en éveil, à chaque détour de chemin.
Nécessairement, son style s'en ressent : il est chargé d'humour à froid, corrosif, acerbe, pour ne pas dire acide. Ce qui ne veut nullement dire qu'il ne peut être tendre, pénétrant, profondément attaché aux valeurs d'une humanité proche de l'homme universel, comme quand on lui pose la question de savoir ce qu'il considère comme le plus beau et le plus émouvant sur terre, et qu'il répond, sans hésiter : « le visage d'une femme endormie ».